# VfB Hermsdorf
Verein für Bewegungsspiele Hermsdorf e. V. é uma agremiação esportiva alemã, fundada a 14 de junho de 1899, sediada em Berlim.

## História
Possui departamentos de badminton, basquete, futebol, ginástica, handebol, boliche, atletismo, Prellball, xadrez, natação, tênis, tênis de mesa e ginástica.
O departamento de futebol foi criado como Hermsdorfer Sport Club, a 16 de junho de 1916, no restaurante Knoblich. Com o início da Primeira Guerra Mundial um grande número de membros do foi chamado para o exército. A fim de continuar a jogar, muitos dos futebolistas restantes se juntaram ao Berliner FC Favorit 1896. Após o conflito, o clube retomou suas atividades, em 1919, mas abandonou seu antigo nome para jogar como Verein für Bewegungsspiele Hermsdorf 1916, com o intuito de evitar ser confundido com um clube de tênis com denominação semelhante.
Durante os anos 20 e no início dos anos 30, o VfB Hermsdorf atuou na segunda divisão na maior parte dos anos, obtendo apenas uma única aparição, na temporada 1932-33, na camada superior, a Oberliga Berlin. Após a eclosão da Segunda Guerra Mundial, foi cada vez mais difícil por em campo um time. Portanto, as atividades foram suspensas em 1943.
VfB e Turn- und Sportvereininigung 1899 Hermsdorf foram reunidos após a guerra, a 1 de junho de 1945, como Sportgruppe Hermsdorf. O TSV foi o produto da fusão de Deutscher Turnverein Theodor Körner Hermsdorf, fundado a 14 de junho de 1866 e Turnverein Jahn Hermsdorf, em 1906. Em maio de 1947 o clube retomou seu nome tradicional.
Após uma série de temporadas, o Hermsdorf subiu à Amateurliga Berlim (II), em 1955, na qual atuou medianamente por oito temporadas. Após o estabelecimento da Bundesliga, em 1963, a liga alemã profissional, o Hermsdorf foi incluído na terceira divisão. Ele se classificou para a Regionalliga Berlim (II), em 1965, e jogou nesse nível por três temporadas antes de ser rebaixado para a Amateurliga Berlim (III). Nos anos 60 o time decaiu bastante sofrendo sucessivos descensos. O VfB Hermsdorf fez por uma única temporada seu reaparecimento na Amateurliga, em 1970-71, antes de cair para o menor nível da concorrência local.
O clube conquistou seu caminho de volta à Verbandsliga Berlin (V), em 1998, e tem desempenhado boas atuações nesse nível.

## Títulos
- Participação na Amateurliga Berlin: 1955-56 e 1964-65
- Regionalliga Berlin: 1965-66 e 1967-68
- Desde 1998 Verbandsliga Berlin - Atual Berlin-Liga
- Campeão de Berlim: 2004
- Finalista da Copa de Berlim: 2007-08
- Semifinalista da Landespokal Berlim: 2008-09
- Campeão de Berlim: 2010

## Fonte
- Hardy Grüne: VfB Hermsdorf In: Vereinslexikon. Enzyklopädie des deutschen Ligafußballs. Band 7. AGON Sportverlag, Kassel 2001, ISBN 3-89784-147-9, S. 222.